# Gruppo dell'olivina
Il gruppo dell'olivina è un gruppo di minerali. Nello specifico sono dei nesosilicati di magnesio, manganese e ferro abbastanza semplici con isomorfismo tra una varietà e l'altra.

## Caratteristiche chimico-fisiche
Trattasi di un gruppo di minerali generalmente rombici che non mostrano sfaldatura, di colore variabile dall'incolore al giallo bruno e mostrano una lucentezza vitrea.
L'abito prismatico è tozzo, generalmente con gli spigoli arrotondati, meno comunemente in monocristalli. Spesso si trovano in noduli, associati a spinelli e pirosseni.
La durezza è 6,5-7 (indice nella scala Mohs), quindi rientrano tra i minerali duri; il loro peso specifico è molto elevato (3,2-4,5) (se aumenta il ferro aumenta il peso specifico ma diminuirà il punto di fusione, tuttavia le olivine magnesiache sono infusibili).
Si decompongono lentissimamente in acido cloridrico formando una gelatina.
Le molecole sono formate nel seguente modo: il silicio è posto al centro di vari tetraedri ai cui vertici sono posti gli atomi di ossigeno. I tetraedri non sono collegati direttamente tra di loro ai loro vertici direttamente ma mediante gli atomi di magnesio e di ferro.

## Origine e giacitura
I minerali appartenenti al gruppo dell'olivina sono molto comuni specialmente nelle rocce femiche tra cui in gabbri, peridotiti, duniti e basalti, ma anche in rocce metamorfiche dolomitiche. Varie ipotesi formulano la teoria che le olivine si trovano all'interno della Terra.

## Luoghi di ritrovamento
Nell'isola di San Giovanni nel Mar Rosso.
In Italia viene trovata in: Val Malenco (provincia di Sondrio), Monte Padria (Sardegna); basalti olivinici sono quelli dell'Etna mentre i gabbri olivinici sono nelle vicinanze di Sondalo (provincia di Sondrio). Si trova anche nel granito rosa di Baveno (provincia del Verbano Cusio Ossola) e nel porfido quarzifero di Cuasso al Monte (provincia di Varese).

## Utilizzi
Le varietà trasparenti sono utilizzate in gioielleria come gemme.
Le rocce ricche di olivina sono usate come refrattari.

## Minerali del gruppo della olivina
- Calcio-olivina
- Fayalite Fe2SiO4
- Forsterite Mg2SiO4
- Glaucochroite CaMnSiO4
- Kirschsteinite CaFeSiO4
- Liebenbergite (Ni,Mg)2SiO4
- Monticellite CaMgSiO4
- Tephroite Mn2SiO4
- Olivina (Mg,Fe)2SiO4